# Юрковцы (Черниговская область)
Юрко́вцы (укр. Юрківці) — село в Прилукском районе Черниговской области Украины на реке Лысогор. Население — 285 человек. Занимает площадь 1,953 км².
Код КОАТУУ: 7425385501. Почтовый индекс: 17250. Телефонный код: +380 4634.

## Власть
Орган местного самоуправления — Талалаевская поселковая община. Почтовый адрес: 17200, Черниговская обл., Прилукский р-н, п. Талалаевка, ул. Вокзальная, 3.

## Достопримечательности
- Михайловская церковь (1837)

## Люди
Базарный, Владимир Филиппович